# MapKing

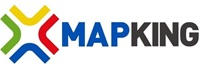

MapKing 是以亞太地區為主攻市場的智慧城市服務公司及城市規劃發展顧問。以導航和電子地圖產品打出品牌。MapKing創業期是專業的地理訊息系統服務公司，後以附有全球衛星定位系統（Global Positioning System，簡稱GPS）的智能手機的軟件而廣為人知。近年主力從事智慧城市、智能交通、車聯網及車隊管理業務，開始人工智能及無人駕駛研發。
MapKing（國圖顧問有限公司， （页面存档备份，存于））亦是Apple Maps、Google地圖、Tencent騰訊及百度的資料供應商，及為亞洲區域的電訊公司、地鐵公司、物流車隊、的士公司等中大型機構提供相關服務。
MapKing提供香港、新加坡、台北、北京、廣州、南京、深圳、上海、馬來西亞、印尼、印度、東京、胡志明市、迪拜、巴林、汶萊、阿布達比、首爾等地方之地圖，並推出可在個人電腦及智能手機、PND-Personal Navigation Device導航設備的不同版本。
2010年，MapKing成為荷蘭智能交通研發中心HTAS項目的亞洲區域夥伴公司。在2011年成為Intel智能互聯汽車中國應用展示夥伴。2012年，MapKing銷售澳洲、中東GCC國家、歐洲等地圖。2012年6月，MapKing推出 東南亞首部車聯網GPS導航機,開啟車聯網時代。。2015 香港政府推介 MapKing 。2017年客戶項目 FWD Drivamatics 取得香港最佳金融科技大獎。2018年開始第二代實時交通系統整合研發。2019年與香港的士業議會推出eTaxie的士 網約車聯營，亦在東南亞多國推出服務。2020年宣佈與騰訊Tencent合作推出車聯網服務的策略合作，得到國際性專業網站報導服務。
就車隊管理服務，MapKing經營GPSHK品牌，是香港及澳門主要的車隊管理服務公司，為全球領先的物流車隊、過境巴士、小巴及的士服務。
2019年開始在沙地阿拉伯提供服務。
2021-22年完成提供無人駕駛測試地圖服務。
2022-24年完成提供古建築保育人工智能分析服務。

## 獎項
- 《Smartphone and Pocket PC Magazine》2006最佳旅遊類別軟體提名[4]
- 《香港無間斷城市》2008軟體獎項

## 外部連結
- MapKing.com （页面存档备份，存于）
- MapAsia.com （页面存档备份，存于）
- 2007亞洲首個實時交通導航亮相新加坡
- 2007-10新加坡政府與MapKing合作項目 （页面存档备份，存于）
- 2013香港最佳流動應用程式(流動資訊娛樂)銅獎
- 2013香港資訊及通訊科技獎特別嘉許(無線定位應用)獎
- 2012騰訊微搏與MapKing在實時交通信息領域合作 （页面存档备份，存于）
- 2012CNN比較主要由MapKing提供的香港 Google Map 和iPhone Map （页面存档备份，存于）
- 2017富衛保險智駕保 （页面存档备份，存于）
- 2020MapKing 與騰訊(00700)在港澳即時交通資料服務達成合作協定